# Oreopanax lempiranus
Oreopanax lempiranus là một loài thực vật thuộc họ Araliaceae. Đây là loài đặc hữu của Honduras.